# Dick Mine
Dick Mine (ディック・ミネ, Dikku Mine, [dikku͍ mine]), 10 octobre 1908-10 juin 1991, est un populaire crooner et acteur japonais de cinéma. Sa carrière musicale couvre toute l'ère Shōwa.

## Biographie
Dick Mine naît sous le nom Tokuichi Mine (三根 徳一, Mine Tokuichi) le 10 octobre 1908 à Tokushima. Son père, Enjurō Mine, a enseigné à l'université impériale de Tokyo et a été le premier directeur du lycée de Tosa tandis que son grand-père maternel était prêtre au Nikkō Tōshō-gū.
Mine découvre la musique occidentale en écoutant la collection de disques de sa mère. Son intérêt se développe rapidement et à la fin de son adolescence il chante à temps partiel — sous le nom de scène de Kōichi Mine — dans des orchestres de jazz et des salles de danse tandis qu'il est étudiant à l'université Rikkyō. Il apprend également à jouer de la steel guitar, talent relativement rare à l'époque au Japon, ce qui lui vaut de travailler en studio pour la Nippon Columbia où il accompagne des artistes connus tels que « Miss Columbia » entre autres.
Après ses études, une recommandation de son père le conduit à un poste d'employé de banque. Le jeune Mine cependant abandonne la profession bancaire, déterminé à faire carrière dans la musique.
C'est en tant que chanteur et batteur avec l'orchestre accompagnant Noriko Awaya dans les salle de danse que Mine commence à se faire connaître. Il est ensuite approché par la société Teichiku avec laquelle il signe un contrat, ce qui inaugure sa carrière discographique et amène la création de son propre groupe. Lui et ses musiciens sont alors connus sous le nom Dick Mine et ses Serenaders (ディック・ミネ・エンド・ヒズ・セレナーダス, Dikku Mine endo hizu serenādasu), bien qu'ils se produisent également sous le nom Teichiku Jazz Orchestra. Parmi les membres du groupe figure Betty Inada, nisei (二世) née en Californie.
Le 7 août 1934, l'orchestre enregistre son premier disque suivi peu après d'une reprise du titre Dinah, suggéré à Mine par Masao Koga, compositeur attitré des disques Teichiku. Leur enregistrement — premier disque avec le nouveau nom de scène de Mine, Dick Mine — est un énorme succès et la chanson sera associée à Mine pour le reste de sa vie.
À la fin des années 1930, Mine signe avec les studios Nikkatsu et interprète des seconds rôles dans différents films, dont Chants de tourtereaux (1939) réalisé par Masahiro Makino.
En 1941, sous la pression de la censure japonaise anti-occidentale, Mine revient à son premier nom de scène Kōichi Mine. Après que la guerre du Pacifique a éclaté, il partage sa carrière entre le Japon et Shanghai.
Mine reprend sa carrière après la guerre et continue avec succès dans la musique et le cinéma. Dans les années 1960, il est un militant anti-nucléaire de premier plan. En 1982, il connaît son dernier succès — un duo avec Noriko Awaya intitulé Âge moderne.
Mort d'une crise cardiaque le 10 juin 1991, Mine est enterré au cimetière de Tama à Tokyo.

## Discographie partielle
- 1934 : Dinah (ダイナ?) 1934 as Dick Mine and his Serenaders (crédité comme traducteur et parolier sous le nom Koichi Mine) ; 1940 avec A. L. King and his Florida Serenaders
- 1935 : Smiling Irish Eyes (アイルランドの娘, Airurando no musume?, litt. Jeune Irlandaise)
- 1935 : Those Two Youths (二人は若い, Futari wa wakai?)
- 1936 : Ramona (ラモナ?)
- 1936 : La cucaracha (ラ・クカラチャ, Ra kukarachya?)
- 1939 : A Certain Rainy Afternoon... (或る雨の午後, Aru ame no gogo?)
- 1939 : Shanghai Blues (上海ブルース, Shanhai burūsu?)
- 1939 : Asia Blues (亞細亞ブルース, Ajia burūsu?)
- 1939 : Lovebird Singing Contest (鴛鴦歌合戦, Oshidori uta gassen?, litt. Mandarin Duck Song Contest)
- 1939 : Blue Sky, My Sky (青い空僕の空, Aoisora boku no sora?)
- 1940 : Swing Tokyo (スヰング東京, Suwingu Tōkyō?)
- 1941 : Boulevard of the Autumn Wind (秋風の街, Akikaze no machi?)
- 1982 : Modern Age (モダンエイジ, Modan eiji?), avec Noriko Awaya

## Filmographie
- 1939 : Chants de tourtereaux (鴛鴦歌合戦, Oshidori utagassen?)[1] de Masahiro Makino